# Џафри (Њу Хемпшир)
Џафри (енгл. Jaffrey) насељено је место без административног статуса у америчкој савезној држави Њу Хемпшир.

## Демографија
По попису из 2010. године број становника је 2.757, што је 45 (-1,6%) становника мање него 2000. године.
| Група             | 2000.         | 2010.         |
| Белци             | 2.714 (96,9%) | 2.602 (94,4%) |
| Афроамериканци    | 8 (0,3%)      | 18 (0,7%)     |
| Азијати           | 19 (0,7%)     | 25 (0,9%)     |
| Хиспаноамериканци | 18 (0,6%)     | 55 (2,0%)     |
| Укупно            | 2.802         | 2.757         |